# Anto Slavko Kovačić
Anto Slavko Kovačić (Podbrđe, 4. travnja 1935. – Sarajevo, 6. srpnja 1993.) bio je hrvatski katolički svećenik iz reda franjevaca, povjesničar i bibliograf.

## Životopis
Franjevačkomu redu pristupio je 1955. godine. Franjevačku klasičnu gimnaziju završio je u Visokom 1958., a filozofsko-teološki studij na Franjevačkoj teologiji u Sarajevu 1964. godine. Iste je godine zaređen za svećenika. Na Franjevačkom sveučilištu Antonianumu (1966.) postigao je licencijat te doktorirao 1972. tezom „Antun Knežević (1834.–1889.). Njegovi pogledi na povijest Bosne i njezine probleme u drugoj polovici 19. stoljeća”.
Od 1966. godine bio je kapelan na Petrićevcu, a od 1970. do 1972. u Jajcu. U Sarajevu je na Franjevačkoj teologiji bio profesor crkvene povijesti, patrologije i kršćanske arheologije.
Godine 1980. napušta svećenstvo te se zaposlio u Narodnoj i univerzitetskoj biblioteci BiH. Godine 1984. magistrirao je povijest na Filozofskom fakultetu u Beogradu.

## Djela
- „Podmilačje” (suautori V. Jarak i B. Vujica; Zagreb 1979., 1990.²)
- „Katolici u kotorvaroškom kraju” (Sarajevo, 1989.)
- „Biobibliografija franjevaca Bosne Srebrene” (Sarajevo, 1991.)[1]

### Članci
- Majnarić, Ivan. 2009. Kovačić, Anto Slavko. Hrvatski biografski leksikon. Zagreb.  journal zahtijeva |journal= (pomoć)